# Witchcraft (Stormwitch)
Witchcraft è un album in studio del gruppo musicale tedesco Stormwitch, pubblicato nel 2004 dalla Nuclear Blast Records.

## Tracce
1. The Sinister Child – 4:17
2. At the Break of This Day – 4:09
3. Fallen From God – 6:01
4. Frankenstein's Brothers – 4:16
5. Until the War Will End – 3:26
6. Witchcraft – 5:29
7. Sleeping Beauty – 3:40
8. Puppet In a Play – 6:04
9. The Kiss of Death – 3:39
10. Moonfleet – 4:24
11. Salome – 4:04
12. The Drinking Song – 3:14
13. Blood Lies In My Hand (feat. Martin Winkler) – 5:01

## Formazione
- Andy Mück - voce
- Fabian Schwarz - chitarra
- Martin Winkler - chitarra, produzione
- Dominik Schwarz - basso
- Alexander Schmidt - tastiera
- Marc Oppold - batteria